# Montaut (Dordonha)
Montaut é uma comuna francesa na região administrativa da Nova Aquitânia, no departamento Dordonha. Estende-se por uma área de 17,5 km². Em 2010 a comuna tinha 129 habitantes (densidade: 7,4 hab./km²).